# Слупя (Поморське воєводство)
Слупя (пол. Słupia) — село в Польщі, у гміні Дебжно Члуховського повіту Поморського воєводства.
Населення — 410 осіб (2011).
У 1975-1998 роках село належало до Слупського воєводства.

## Демографія
Демографічна структура станом на 31 березня 2011 року:
|          | Загалом | Допрацездатний вік | Працездатний вік | Постпрацездатний вік |
| -------- | ------- | ------------------ | ---------------- | -------------------- |
| Чоловіки | 195     | 50                 | 125              | 20                   |
| Жінки    | 215     | 49                 | 111              | 55                   |
| Разом    | 410     | 99                 | 236              | 75                   |

## Українська громада і парафія
У селі діє парафія УГКЦ святого Архангела Михаїла (Parafia Greckokatolicka pw. Św. Michała Archanioła). Парафія функціонує від 1996 р. Метричні книги ведуться спільно з парафією в Члухові. Парафію обслуговує священник з Члухова. Богослужіння відбуваються у римо-католицькому костелі святого Михаїла Архангела.